# Silvianópolis
Silvianópolis é um município brasileiro do estado de Minas Gerais, situado na região sul do estado. Sua origem remonta ao século XVIII, com a fundação da antiga Sant’Ana do Sapucaí em 30 de outubro de 1746, por bandeirantes paulistas. O município possui uma rica história ligada à exploração do ouro e ao desenvolvimento agropastoril, destacando-se por sua contribuição à história da ocupação do sul de Minas. Sua população de acordo com o Censo de 2022 é de 6.179 habitantes.

## História
O povoamento da região teve início com a chegada de bandeirantes paulistas em busca de ouro, originando o que inicialmente foi chamado de Descoberto do Ouro do Sapucaí. Com o passar do tempo, a localidade recebeu outras denominações, como Arraial do Ouro, Freguesia de Sant’Ana, e posteriormente, Vila de Silvianópolis.
O ciclo do ouro, que se estendeu aproximadamente de 1746 a 1835, foi responsável pela formação inicial do povoado. Após a decadência da mineração, a economia local passou a se sustentar na agropecuária, base econômica que persiste até os dias atuais. Vestígios do período minerador ainda podem ser observados em antigas escavações conhecidas como catas, bem como nos lagos do Alvarenga (ou Lago Velho) e dos Bandeirantes (ou Lago Novo).
Entre os fundadores do município destacam-se Francisco Martins Lustosa, aventureiro português defensor da jurisdição paulista sobre a região; Veríssimo João de Carvalho, bandeirante oriundo de Mogi das Cruzes; e José Pires Monteiro, responsável pela descoberta de ouro no ribeirão Santa Bárbara.
Em 30 de agosto de 1911, Sant’Ana do Sapucaí foi elevada à categoria de município, com o nome de Silvianópolis, em homenagem a Silviano Brandão, natural da região, ex-governador de Minas Gerais e vice-presidente eleito da República, cargo que não chegou a assumir devido ao seu falecimento.

## Formação administrativa
- 1838: Criação do distrito de Santana do Sapucaí, subordinado ao município de Pouso Alegre, por meio da lei provincial nº 138, de 3 de abril.
- 1911: Elevação à categoria de município, com o nome de Silvianópolis, pela lei estadual nº 556, de 30 de agosto.
- 1912: Instalação do município em 5 de junho, composto pelos distritos de Silvianópolis e Espírito Santo do Dourado.
- 1923: O distrito de Espírito Santo do Dourado passou a se chamar Dourado, pela lei estadual nº 843.
- 1943: Criação do distrito de Jacarini e renomeação de Dourado para Jangada, pelo decreto-lei estadual nº 1058.
- 1948: O distrito de Jangada retorna à denominação de Espírito Santo do Dourado.
- 1953: Jacarini é renomeado para São João da Mata, pela lei nº 1039.
- 1962–1963: Os distritos de São João da Mata e Espírito Santo do Dourado são desmembrados e elevados à categoria de municípios, restando Silvianópolis como distrito-sede.

## Atualidade
Desde 1963, Silvianópolis é composto apenas pelo distrito-sede. A cidade preserva traços do período colonial em sua arquitetura e carrega em sua cultura e tradições a memória de seu passado minerador e das lutas territoriais entre bandeirantes paulistas e autoridades mineiras.

## Igreja Católica
Silvianópolis pertence territorialmente à Arquidiocese de Pouso Alegre e é considerada a paróquia mais antiga da arquidiocese. A Paróquia de Sant’Ana, dedicada à avó de Jesus Cristo e padroeira do município, foi criada apenas dois anos após o surgimento da vila. Desde então, a devoção a Sant’Ana tornou-se uma das marcas mais fortes da identidade religiosa e cultural da cidade, sendo celebrada anualmente com grande participação da comunidade e de visitantes da região.

## Festividades

### Festa do Rosário
Celebrada no mês de junho com grande devoção pela comunidade, a Festa do Rosário destaca-se pela presença do Congado, com cortejos de ternos de congo, tambores e danças tradicionais afro-brasileiras. A festa é marcada por ritos religiosos, como missas e procissões, além de rituais típicos do congado, que unem fé e cultura popular em um espetáculo de cores, música e resistência cultural. É considerada uma das mais antigas do Sul de Minas Gerais, sendo a primeira edição realizada em 1780.

### Festival Sabores e Saberes de Sant’Ana
Evento gastronômico e cultural, o Sabores e Saberes de Sant’Ana valoriza a culinária típica, os produtos locais e os saberes tradicionais da população silvianopolitana. Realizado anualmente, o festival promove oficinas, exposições, feiras e apresentações artísticas, estimulando a economia criativa e o turismo sustentável na região.

### Carnaval no Lago dos Bandeirantes
O Carnaval de Silvianópolis, embora de menor porte em relação aos grandes centros, atrai foliões da cidade e arredores. As comemorações ocorrem no Lago dos Bandeirantes, um dos principais pontos turísticos do município, com apresentações de blocos, shows ao ar livre, e uma programação voltada ao lazer familiar.

### Festa de Sant’Ana
A principal celebração religiosa do município é dedicada à sua padroeira, Sant’Ana, realizada tradicionalmente em julho. A festividade inclui novenas, missas solenes, procissões e intensa participação da comunidade. Paralelamente aos ritos religiosos, acontecem barraquinhas, apresentações culturais e eventos sociais, preservando a tradição e fortalecendo a identidade local.

### Marcha para Jesus
A Marcha para Jesus é um evento anual que reúne fiéis de diversas denominações cristãs em um ato público de fé e louvor. A marcha percorre as ruas da cidade com orações, cânticos e apresentações musicais, promovendo a união das igrejas evangélicas e a valorização da espiritualidade. O evento termina com cultos e shows na praça do bairro do Morro.

### Exposição de Carros Antigos
Realizada em parceria com colecionadores da região, a Exposição de Carros Antigos é um atrativo que movimenta o turismo local, especialmente nos fins de semana festivos. O evento reúne veículos clássicos de diferentes décadas, promovendo a preservação da memória automobilística e oferecendo ao público uma experiência nostálgica. A exposição também conta com apresentações musicais, praça de alimentação e espaço para famílias.